# Římskokatolická farnost Tábor
Římskokatolická farnost Tábor je územním společenstvím římských katolíků v rámci táborského vikariátu českobudějovické diecéze.

## O farnosti

### Historie
V roce 1452 byla v Táboře zřízena utrakvistická farnost při kostele Proměnění Páně, který pochází v jádru z roku 1440. Ta byla v roce 1622 změněna na katolickou a po necelých sto letech byla povýšena na děkanství (tento titul se v současnosti pro farnost neužívá). V letech 1740-1760 zde působil jako děkan Pavel Klášterský z Rozengartenu, který se podílel na výstavbě poutního kostela na Klokotech. V roce 1790 bylo zřízeno táborské arcikněžství, zrušené až v roce 1952.

### Současnost
Táborská farnost má dodnes sídelního duchovního správce, který je rovněž ustanoven jako administrátor ex currendo ve farnostech Malšice, Planá nad Lužnicí a Sezimovo Ústí.
| Kostel                      | Místo | Bohoslužba            | Bohoslužba                                                                    | Poznámka         |
| --------------------------- | ----- | --------------------- | ----------------------------------------------------------------------------- | ---------------- |
| Kostel Proměnění Páně       | Tábor | neděle středa čtvrtek | 9.00 (Mše sv.) (18.00 Mše sv., pak nešpory) 8.00 (Mše sv. s ranními chválami) | farní kostel     |
| Kostel Narození Panny Marie | Tábor | neděle                | 18.00 (Mše sv.)                                                               | klášterní kostel |